# Korona drogi
Korona drogi – jezdnie z poboczami, pasami awaryjnego postoju lub pasami przeznaczonymi do ruchu pieszych, zatokami autobusowymi lub postojowymi, a przy drogach dwujezdniowych – również z pasem dzielącym jezdnie.